# Pierre Heuzey
Pierre Heuzey (París, 5 de març del 1875 - París, 17 de juny del 1910) va ser un polític francès.

## Biografia
Net de Charles Lecomte (diputat per Mayenne del 1876 al 1877, i del 1878 al 1885), germà gran de Charles Heuzey (futur diputat de la Nièvre pel període 1910-1914) i cosí de Louis Heuzey (futur diputat per Mayenne del 1898 al 1901, i fill del prestigiós arqueòleg Léon Alexandre Heuzey), Pierre Heuzey es dedicà a la política. De família de propietaris, després de fer la carrera de dret obtingué el nomenament de conseller de districte, i el 1901 va ser elegit conseller general de la Mayenne en representació del cantó de Sainte-Suzanne.
En morir sobtadament el seu germà Louis, optà a substituir-lo a la l'Cambra dels Diputats en la representació del departament de la Mayenne, i a tal finalitat es presentà a l'elecció parcial que es feu el 28 de juliol del 1901 a la segona circumscripció de Laval; obtingué 5.420 vots per 4.691 del seu oponent, Gaultier de Vaucenay. A les legislatives de 27 d'abril del 1902, però, fou superat per Maurice Dutreil (5.586 vots contra 5.464).
Heuzey es presentà novament el 24 d'abril del 1910, aquesta vegada per la circumscripció de Château-Chinon del departament de la Nièvre. S'enfrontà al veterà diputat sortint, Jean Chandioux (membre de l'Assemblea Nacional des del 1893), i el superà per 7.941 vots contra 7.677 del rival; Chandioux presentà una reclamació, que no tingué fruit. Pierre Heuzey s'inscrigué a la Unió Progressista, però pogué seure poc a l'escó: la sessió parlamentària s'obrí l'1 de juny del 1910, i un accident li llevà la vida el 17 del mateix més. En morir era advocat davant del tribunal d'apel·lació de París i conseller del districte de Château-Chinon. El lloc que deixà buit a la Cambra l'ocupà el seu germà Charles en l'elecció parcial, del 4 de setembre següent.